# Чанкузо (провинция)
Чанкузо (рунди Cankuzo) — одна из 18 провинций Бурунди. Находится на крайнем востоке страны. Площадь — 1965 км², население 228 873 человека.
Административный центр — город Чанкузо.

## География
На юге граничит с провинцией Руйиги, на западе — с провинцией Карузи, на северо-западе — с провинцией Муйинга, на севере и востоке проходит государственная граница с Танзанией.

## Административное деление
Чанкузо делится на 5 коммун:
- Cankuzo
- Cendajuru
- Gisagara
- Kigamba
- Mishiha